# Ladrillar
Ladrillar es un municipio y localidad española de la provincia de Cáceres, en la comunidad autónoma de Extremadura. El término municipal, ubicado en la comarca de Las Hurdes, tiene una población de 185 habitantes (INE 2024).

## Geografía física
Es el municipio más septentrional de Extremadura (véase Anexo:Puntos extremos de Extremadura). El término municipal tiene los siguientes límites:
| Noroeste: Monsagro (SA)          | Norte: La Alberca (SA) | Noreste: La Alberca (SA)            |
| Oeste: Serradilla del Llano (SA) |                        | Este: Herguijuela de la Sierra (SA) |
| Suroeste: Casares de las Hurdes  | Sur: Nuñomoral         | Sureste: Caminomorisco              |

## Historia
Hacia mediados del siglo XIX, el lugar tenía contabilizada una población de 234 habitantes. La localidad aparece descrita en el décimo volumen del Diccionario geográfico-estadístico-histórico de España y sus posesiones de Ultramar de Pascual Madoz de la siguiente manera:

LADRILLAR: alq. del ayunt. del Cabezo en el terr. de las Hurdes, prov. de Cáceres, part. jud. de Granadilla, sit. en la pendiente de la áspera sierra de las Batuecas, á las márg. del r. Mestas: tiene 60 casas como todas las del pais, una igl. parr. dedicada á Ntra. Sra. de los Dolores, con curato de entrada y provision ordinaria, y una ermita con culto público: su térm. confina al N. con Monsagro (Salamanca) y por los demas lados con las alq. del terr.: le baña el r. Mestas, que se introduce hasta por las calles, que da movimiento al molino harinero y cria truchas y anguilas. pobl.: 58 vec., 234 almas: en cuanto a los demas estremos (V. Hurdes y Cabezo): esta alq. es de las menos malas del pais.
(Madoz, 1847, p. 17)

Antiguamente Ladrillar era un alquería del municipio de Cabezo. Sin embargo dicho término municipal cambió hacia 1920 su nombre de Cabezo por el de Ladrillar.
Los pueblos de la comarca llaman cariñosamente a los vecinos de Ladrillar con el sobrenombre de "veleguines", que viene a significar, en hurdano, algo así como "persona inquieta, que no para en ningún lado". Seguramente vendrá del latín bellum que significa 'guerra' y "beleguín" sería algo así como 'guerrilleros', conflictivos y de poco de fiar. Según antiguos documentos, el pueblo se llamaba antiguamente "El Adrial". Durante muchos años el municipio de Ladrillar ha sido dependiente de Nuñomoral.

## Demografía
Ladrillar cuenta con una población de 185 habitantes (INE 2024).
| Gráfica de evolución demográfica de Ladrillar entre 1842 y 2021                                                     |
| |
| Población de derecho según los censos de población del INE Población de hecho según los censos de población del INE |

### Alquerías
El municipio está formado por cuatro núcleos de población, que reciben la denominación tradicional de alquerías y que han tenido la siguiente población desde 2002 según el Nomenclátor del INE:
| Nombre oficial          | Nombre en extremeño[cita requerida] | 2002 | 2005 | 2008 | 2011 | 2014 |
| ----------------------- | ----------------------------------- | ---- | ---- | ---- | ---- | ---- |
| Ladrillar (pueblo)      | Lairillal                           | 125  | 119  | 107  | 102  | 93   |
| Ladrillar (diseminados) | Lairillal                           | 1    | 1    | 0    | 0    | 0    |
| Cabezo                  | Cabeçu                              | 65   | 59   | 48   | 48   | 46   |
| Las Mestas              | Las Mestas                          | 82   | 68   | 53   | 46   | 44   |
| Riomalo de Arriba       | Riomalu d'Arriba                    | 25   | 18   | 16   | 14   | 14   |
| Total                   | -                                   | 298  | 265  | 224  | 210  | 197  |

## Administración y política
El municipio está gobernado por el Ayuntamiento de Ladrillar, cuyos representantes se eligen cada cuatro años por sufragio universal de todos los ciudadanos mayores de 18 años de edad.
| Partido político                                      | 2011  | 2011  | 2008  | 2008  | 2004  | 2004  | 2000  | 2000  | 1996  | 1996  | 1993  | 1993  | 1989  | 1989  | 1986  | 1986  | 1982  | 1982  | 1979  | 1979  | 1977  | 1977  |   |
| Partido político                                      | %     | Votos | %     | Votos | %     | Votos | %     | Votos | %     | Votos | %     | Votos | %     | Votos | %     | Votos | %     | Votos | %     | Votos | %     | Votos |   |
| Partido Popular (PP)                                  | 64,47 | 98    | 55,29 | 94    | 54,23 | 109   | 47,89 | 99    | 26,60 | 75    | 24,78 | 56    | 15,12 | 39    | -     | -     | -     | -     | -     | -     | -     | -     |   |
| Partido Socialista Obrero Español (PSOE)              | 29,60 | 45    | 41,76 | 71    | 44,78 | 90    | 48,31 | 100   | 64,54 | 182   | 68,14 | 154   | 70,54 | 182   | 56,45 | 162   | 24,21 | 84    | 22,49 | 76    | 6,34  | 26    |   |
| Izquierda Unida (IU)                                  | 1,97  | 3     | 1,18  | 2     | 1,00  | 2     | 3,38  | 7     | 6,03  | 17    | 2,21  | 5     | 0,78  | 2     | -     | -     | -     | -     | -     | -     | -     | -     |   |
| Unión Progreso y Democracia (UPyD)                    | 1,97  | 3     | -     | -     | -     | -     | -     | -     | -     | -     | -     | -     | -     | -     | -     | -     | -     | -     | -     | -     | -     | -     |   |
| Equo (Q)                                              | 1,31  | 2     | -     | -     | -     | -     | -     | -     | -     | -     | -     | -     | -     | -     | -     | -     | -     | -     | -     | -     | -     | -     |   |
| Convergencia por Extremadura (CEX)                    | 0,65  | 1     | -     | -     | -     | -     | -     | -     | -     | -     | -     | -     | -     | -     | -     | -     | -     | -     | -     | -     | -     | -     |   |
| Partido Social Demócrata (PSD)                        | -     | -     | 1,18  | 2     | -     | -     | -     | -     | -     | -     | -     | -     | -     | -     | -     | -     | -     | -     | -     | -     | -     | -     |   |
| Comunión Tradicionalista Carlista (CTC)               | -     | -     | 0,59  | 1     | -     | -     | -     | -     | -     | -     | -     | -     | -     | -     | -     | -     | -     | -     | -     | -     | -     | -     |   |
| Centro Democrático y Social (CDS)                     | -     | -     | -     | -     | -     | -     | 0,48  | 1     | -     | -     | 1,77  | 4     | 9,30  | 24    | 13,59 | 39    | 1,15  | 4     | -     | -     | -     | -     |   |
| Los Ecologistas (LE)                                  | -     | -     | -     | -     | -     | -     | -     | -     | -     | -     | 0,88  | 2     | -     | -     | -     | -     | -     | -     | -     | -     | -     | -     |   |
| Agrupación Ruiz Mateos (ARM)                          | -     | -     | -     | -     | -     | -     | -     | -     | -     | -     | 0,44  | 1     | -     | -     | -     | -     | -     | -     | -     | -     | -     | -     |   |
| Extremadura Unida (EU)                                | -     | -     | -     | -     | -     | -     | -     | -     | -     | -     | 0,44  | 1     | -     | -     | 3,48  | 10    | 1,73  | 6     | -     | -     | -     | -     |   |
| Coalición Popular (AP-PDP-PL)                         | -     | -     | -     | -     | -     | -     | -     | -     | -     | -     | -     | -     | -     | -     | 21,95 | 63    | 33,43 | 116   | -     | -     | -     | -     |   |
| Unión de Centro Democrático (UCD)                     | -     | -     | -     | -     | -     | -     | -     | -     | -     | -     | -     | -     | -     | -     | -     | -     | 34,58 | 120   | 73,37 | 248   | 80,73 | 331   |   |
| Partido Comunista de España (PCE)                     | -     | -     | -     | -     | -     | -     | -     | -     | -     | -     | -     | -     | -     | -     | -     | -     | 0,86  | 3     | -     | -     | 2,68  | 11    |   |
| Partido Socialista de los Trabajadores (PST)          | -     | -     | -     | -     | -     | -     | -     | -     | -     | -     | -     | -     | -     | -     | -     | -     | 0,58  | 2     | -     | -     | -     | -     |   |
| Alianza Popular (AP)                                  | -     | -     | -     | -     | -     | -     | -     | -     | -     | -     | -     | -     | -     | -     | -     | -     | -     | -     | -     | -     | 8,29  | 34    |   |
| Frente Democrático de Izquierdas (FDI)                | -     | -     | -     | -     | -     | -     | -     | -     | -     | -     | -     | -     | -     | -     | -     | -     | -     | -     | -     | -     | 0,24  | 1     |   |
| Reforma Social Española (RSE)                         |       | -     | -     | -     | -     | -     | -     | -     | -     | -     | -     | -     | -     | -     | -     | -     | -     | -     | -     | -     | -     | 0,24  | 1 |
| Falange Española Auténtica (FJONSA)                   | -     | -     | -     | -     | -     | -     | -     | -     | -     | -     | -     | -     | -     | -     | -     | -     | -     | -     | -     | -     | 0,24  | 1     |   |
| Partido Socialista Popular-Unidad Socialista (PSP-US) | -     | -     | -     | -     | -     | -     | -     | -     | -     | -     | -     | -     | -     | -     | -     | -     | -     | -     | -     | -     | 0,24  | 1     |   |

## Servicios públicos

### Educación
El municipio carece de servicios educativos propios debido a la escasa población en edad escolar. La educación primaria puede estudiarse en el vecino municipio de Nuñomoral y la secundaria en Caminomorisco.

### Sanidad
Pertenece a la zona de salud de Nuñomoral dentro del área de salud de Plasencia y hay un consultorio local en cada uno de los núcleos de población del municipio. No hay ningún establecimiento sanitario privado registrado a fecha de 2013, por lo que en algunos servicios sanitarios especializados como ópticas o clínicas dentales depende de poblaciones de mayor tamaño. En la zona de salud hay dos farmacias, una en Nuñomoral y otra en Casares de las Hurdes.

## Patrimonio
Iglesia parroquial católica bajo la advocación de El Salvador, a cargo del párroco de Casares de las Hurdes, en la diócesis de Coria-Cáceres.